# عائشة لامسين
عائشة لامسين هو الاسم المستعار الذي استخدمته عائشة ليدي (ولدت عام 1942)، وهي كاتبة جزائرية كتبت بـاللغة الفرنسية.

## حياتها
ولدت في مدينة تبسة الجزائرية. وهي مدافعة عن حقوق النساء. شغلت منصب نائب رئيس منظمة النساء العالمية للحقوق والأدب والتنمية، وعملت في جمعية النساء التابعة لنادي القلم الدولي (PEN club). أُجبِرَت على مغادرة الجزائر لأنها كانت تُعتَبر شخصًا خطيرًا من قبل القوات الإسلامية في البلد.
تدور أحداث أول روايتين للامسين في زمن الثورة الجزائرية. وقد تُرجمَت أعمالها إلى الإسبانية، والبرتغالية، والعربية، والإنكليزية.
في عام 1995، حصلت على منحة هيلمان-هامت من قبل هيومن رايتس ووتش (منظمة مراقبة حقوق الإنسان) لدعم أعمالها.
تزوجت لامسين من الدبلوماسي علي العايدي.
شكّلت اسمها «لامسين» من أول حرفين من كنيتها قبل الزواج وبعده (لام، سين).

## أعمال مختارة
- الشرنقة: قصص جزائرية La Chrysalide، رواية عام 1976.
- تحت سماء بورفيرية Ciel de Prophyre، رواية عام 1978.
- Ordalie des voix، مقالة عام 1983.
- في قلب حزب الله، مقال عام 2008.[7]